# 高橋半
高橋 半（たかはし なかば、1907年11月27日 - 1988年4月23日）は、日本の作曲家、編曲家、指揮者、とくに日本のトーキー黎明期以降、映画音楽の作曲・編曲・指揮を行った人物である。

## 人物・来歴
1907年（明治40年）11月27日、東京府東京市（現在の東京都）に生まれる。早稲田実業学校（旧制専門学校、現在の早稲田大学）を中途退学し、中島六郎、山田耕筰に師事する。
その後、満27歳を迎える1934年（昭和9年）、京都の片岡千恵蔵プロダクションに入社する。同社で手がけた作品で記録に残るものは、伊丹万作監督の『戦国奇譚 気まぐれ冠者』（1935年）および『赤西蠣太』（1936年）である。1937年（昭和12年）、日活京都撮影所に移籍、初年度は、同年7月14日公開の『恋山彦 風雲の巻』、同年8月11日公開の『恋山彦 怒濤の巻』、同年12月31日公開の『血煙高田の馬場』といったマキノ正博（のちのマキノ雅弘）の監督作や、池田富保監督の『水戸黄門廻国記』（同年10月14日公開）、衣笠十四三監督の『続浮世三味線』（同年12月1日公開）を手がけた。
1942年（昭和17年）1月27日、戦時統合によって大映が設立され、日活京都撮影所は大映京都撮影所となり、新興キネマ京都太秦撮影所は大映第二撮影所（のちの東横映画、現在の東映京都撮影所）となったが、高橋は、同年、大映第二撮影所が製作し、同年9月24日に公開された仁科紀彦監督の『江戸の朝霧』の音楽を手がけている。
第二次世界大戦終結後は、終戦直後に大映京都撮影所が製作し、1945年（昭和20年）8月30日に公開された丸根賛太郎監督の『花婿太閤記』の音楽を手がけている。翌年以降は、マキノ正博が所長に就任した松竹京都撮影所や、マキノ真三・高村正次が主宰する新光映画、高村将嗣（高村正次）の宝プロダクションを中心に音楽を手がけることになる。1954年（昭和29年）以降は、手がける作品のほとんどが、東映京都撮影所作品となる。1961年（昭和36年）7月22日、名城アバカンパニーを設立、のちに会長に就任する。1965年（昭和40年）11月27日に公開された黒田義之監督の『新・鞍馬天狗 五條坂の決闘』が、記録の上では、高橋が手がけた最後の劇場用映画とされる。
1988年（昭和63年）4月23日、死去した。満80歳没。作曲家の高橋城は子息。

## おもなフィルモグラフィ
映画音楽を手がけた作品のおもな一覧である。クレジットはすべて「音楽」である。

### 1935年 - 1937年
- 『戦国奇譚 気まぐれ冠者』 : 監督伊丹万作、製作片岡千恵蔵プロダクション、配給日本映画配給社、1935年5月30日公開
- 『赤西蠣太』 : 監督伊丹万作、製作片岡千恵蔵プロダクション、配給日活、1936年6月18日公開
- 『恋山彦 風雲の巻』 : マキノ正博、製作日活京都撮影所、配給日活、1937年7月14日公開
- 『恋山彦 怒濤の巻』 : 監督マキノ正博、製作日活京都撮影所、配給日活、1937年8月11日公開
- 『水戸黄門廻国記』 : 監督池田富保、製作日活京都撮影所、配給日活、1937年10月14日公開
- 『続浮世三味線』 : 監督衣笠十四三、製作日活京都撮影所、配給日活、1937年12月1日公開
- 『血煙高田の馬場』 : 監督マキノ正博、製作日活京都撮影所、配給日活、1937年12月31日公開

### 1938年
- 『松平外記』 : 監督尾崎純、製作日活京都撮影所、配給日活、1938年2月10日公開
- 『鞍馬天狗 角兵衛獅子の巻』 : 監督マキノ正博・松田定次、製作日活京都撮影所、配給日活、1938年3月15日公開
- 『剣客商売』 : 監督衣笠十四三、製作日活京都撮影所、配給日活、1938年3月24日公開
- 『次郎長一家』 : 監督松田定次、製作日活京都撮影所、配給日活、1938年5月21日公開
- 『三味線やくざ』 : 監督衣笠十四三、製作日活京都撮影所、配給日活、1938年7月1日公開
- 『度胸千両』 : 監督松田定次、製作日活京都撮影所、配給日活、1938年8月25日公開
- 『浪人鉄火』 : 監督倉谷勇、製作日活京都撮影所、配給日活、1938年9月22日公開
- 『鞍馬天狗 竜攘虎搏の巻』 : 監督松田定次、製作日活京都撮影所、配給日活、1938年11月1日公開

### 1939年
- 『長八郎絵巻 月の巻』 : 監督松田定次、製作日活京都撮影所、配給日活、1939年2月1日公開
- 『武士道の鬼』 : 監督倉谷勇、製作日活京都撮影所、配給日活、1939年2月8日公開
- 『長八郎絵巻 花の巻』 : 監督松田定次、製作日活京都撮影所、配給日活、1939年2月15日公開
- 『股旅の唄』 : 監督松田定次、製作日活京都撮影所、配給日活、1939年3月23日公開
- 『王政復古 担龍篇 双虎篇』 : 監督池田富保、製作日活京都撮影所、配給日活、1939年3月30日公開
- 『阿波狸合戦』 : 監督寿々喜多呂九平、製作新興キネマ京都撮影所、配給新興キネマ、1939年4月13日公開
- 『喧嘩大納言』 : 監督紙恭平、製作日活京都撮影所、配給日活、1939年4月27日公開
- 『春秋一刀流』 : 監督丸根賛太郎、製作日活京都撮影所、配給日活、1939年6月1日公開
- 『出世の氏神』 : 監督田崎浩一、製作日活京都撮影所、配給日活、1939年6月22日公開
- 『鞍馬天狗 江戸日記』 : 監督松田定次、製作日活京都撮影所、配給日活、1939年7月1日公開
- 『鞍馬天狗 恐怖篇』 : 監督松田定次、製作日活京都撮影所、配給日活、1939年8月3日公開
- 『安珍清姫』 : 監督田崎浩一、製作日活京都撮影所、配給日活、1939年8月24日公開
- 『うぐいす侍』 : 監督丸根賛太郎、製作日活京都撮影所、配給日活、1939年8月31日公開
- 『戦鼓』 : 監督倉谷勇、製作日活京都撮影所、配給日活、1939年9月14日公開
- 『豪傑誕生』 : 監督田崎浩一、製作日活京都撮影所、配給日活、1939年9月21日公開
- 『無明有明 前篇』 : 監督松田定次、製作日活京都撮影所、配給日活、1939年10月19日公開
- 『黄昏鴉』 : 監督田崎浩一、製作日活京都撮影所、配給日活、1939年11月8日公開
- 『無明有明 後篇』 : 監督松田定次、製作日活京都撮影所、配給日活、1939年12月1日公開
- 『純情一代男』 : 監督松田定次、製作日活多摩川撮影所、配給日活、1939年12月21日公開
- 『天狗廻状 魔刃の巻』 : 監督田崎浩一、製作日活京都撮影所、配給日活、1939年12月29日公開

### 1940年
- 『涙の捕縄』 : 監督松田定次、製作日活京都撮影所、配給日活、1940年2月1日公開
- 『続天狗廻状 刃影の巻』 : 監督田崎浩一、製作日活京都撮影所、配給日活、1940年2月1日公開
- 『元禄武士道』 : 監督倉谷勇、製作日活京都撮影所、配給日活、1940年2月22日公開
- 『右門捕物帖 金色の鬼』 : 監督丸根賛太郎、製作日活京都撮影所、配給日活、1940年3月7日公開
- 『歌ふ岩見重太郎』 : 監督紙恭平、製作日活京都撮影所、配給日活、1940年4月25日公開
- 『仇討交響楽』 : 監督丸根賛太郎、製作日活京都撮影所、配給日活、1940年5月11日公開
- 『鞍馬天狗捕はる』 : 監督丸根賛太郎、製作日活京都撮影所、配給日活、1940年6月30日公開
- 『主従無上』 : 監督田崎浩一、製作日活京都撮影所、配給日活、1940年7月6日公開
- 『牢獄の狼』 : 監督松田定次、製作日活京都撮影所、配給日活、1940年8月1日公開
- 『護国の鬼』 : 監督倉谷勇・松田定次、製作日活京都撮影所、配給日活、1940年9月5日公開
- 『鳥人』 : 監督丸根賛太郎、製作日活京都撮影所、配給日活、1940年10月24日公開
- 『北海に叫ぶ武士』 : 監督松田定次、製作日活京都撮影所、配給日活、1940年10月28日公開
- 『織田信長』 : 監督マキノ正博、製作日活京都撮影所、配給日活、製作1940年11月14日公開

### 1941年
- 『討入前夜』 : 監督丸根賛太郎、製作日活京都撮影所、配給日活、1941年1月14日公開
- 『怒濤時代』 : 監督田崎浩一、製作日活京都撮影所、配給日活、1941年4月24日公開
- 『英雄峠』 : 監督丸根賛太郎、製作日活京都撮影所、配給日活、1941年6月12日公開
- 『鞍馬天狗 薩摩の密使』 : 監督菅沼完二、製作日活京都撮影所、配給日活、1941年7月14日公開
- 『右門捕物帖 幽霊水芸師』 : 監督菅沼完二、製作日活京都撮影所、配給日活、1941年8月14日公開
- 『決戦奇兵隊』 : 監督丸根賛太郎、製作日活京都撮影所、配給日活、1941年12月30日公開

### 1942年 - 1950年
- 『江戸の龍虎』 : 監督丸根賛太郎、製作日活京都撮影所、配給日活、1942年2月19日公開
- 『江戸の朝霧』 : 監督仁科紀彦、製作大映第二撮影所、配給映画配給社、1942年9月24日公開
- 『花婿太閤記』 : 監督丸根賛太郎、製作大映京都撮影所、配給大映、1945年8月30日公開
- 『新婚第一夜 鸚鵡は何を覗いたか』 : 監督大曾根辰夫、製作松竹京都撮影所、配給松竹、1946年8月8日公開
- 『お銀清次郎 色ざんげ』 : 監督井上金太郎、製作松竹京都撮影所、配給松竹、1948年6月21日公開
- 『右門捕物帖 謎の八十八夜』 : 監督並木鏡太郎、製作新光映画、配給東宝、1949年9月13日公開
- 『弥次喜多猫化け道中』 : 監督井上金太郎、製作東横映画、配給東京映画配給、1949年12月20日公開
- 『当り矢金八捕物帖 千里の虎』 : 監督中川信夫、製作新光映画、配給東京映画配給、1950年6月3日公開

### 1951年 - 1952年
- 『又四郎行状記 鬼姫しぐれ』 : 監督中川信夫、製作宝プロダクション/新東宝、配給新東宝、1951年2月11日公開
- 『水戸黄門漫遊記 飛龍の剣』 : 監督安達伸生、製作大映京都撮影所、配給大映、1951年8月3日公開
- 『剣難女難 女心伝心の巻』 : 監督加藤泰、製作宝プロダクション、配給新東宝、1951年11月16日公開
- 『剣難女難 剣光流星の巻』 : 監督加藤泰、製作宝プロダクション、配給新東宝、1951年11月30日公開
- 『風流活殺剣』 : 監督丸根賛太郎、製作松竹京都撮影所、配給松竹、1952年3月7日公開
- 『天草秘聞 南蛮頭巾』 : 監督丸根賛太郎、製作宝プロダクション、配給東映、1952年5月22日公開
- 『清水港は鬼より怖い』 : 監督加藤泰、製作宝プロダクション、配給東映、1952年7月9日公開
- 『満月三十石船』 : 監督丸根賛太郎、製作東映京都撮影所、配給東映、1952年9月10日公開
- 『ひよどり草紙』 : 監督加藤泰、製作宝プロダクション、配給東映、1952年10月23日公開
- 『エンタツちょび髭漫遊記』 : 監督丸根賛太郎、製作宝プロダクション、配給東映、1952年12月18日公開

### 1953年
- 『母子鳩』 : 監督伊賀山正徳、製作宝プロダクション、配給東映、1953年2月5日公開
- 『加賀騒動』 : 監督佐伯清、製作東映京都撮影所、配給東映、1953年2月19日公開
- 『地獄太鼓』 : 監督荒井良平、製作大映京都撮影所、配給大映、1953年4月8日公開
- 『近藤勇 池田屋騒動』 : 監督池田菁穂、製作・配給新東宝、1953年4月29日公開
- 『アチャコ・エンタツ ちゃんばら手帖』 : 監督河野寿一、製作宝プロダクション、配給東映、1953年5月20日公開
- 『源太時雨』 : 監督萩原遼、製作宝プロダクション、配給東映、1953年7月1日公開
- 『地雷火組』 : 監督並木鏡太郎、製作宝プロダクション、配給東映、1953年8月4日公開
- 『鞍馬天狗と勝海舟』 : 監督池田富保、製作・配給新東宝、1953年8月5日公開
- 『江戸の花道』 : 監督中川信夫、製作東映京都撮影所、配給東映、1953年8月19日公開
- 『怪談佐賀屋敷』 : 監督荒井良平、製作大映京都撮影所、配給大映、1953年9月3日公開
- 『快傑黒頭巾』 : 監督河野寿一、製作東映京都撮影所、配給東映、1953年11月29日公開
- 『若さま侍捕物帖 恐怖の折り鶴』 : 監督並木鏡太郎、製作・配給新東宝、1953年12月8日公開
- 『逆襲!鞍馬天狗』 : 監督萩原遼、製作東映京都撮影所、配給東映、1953年12月15日公開
- 『やくざ狼』 : 監督萩原遼、製作綜芸プロダクション、配給新東宝、1953年12月27日公開
- 『怪猫有馬御殿』 : 監督荒井良平、製作大映京都撮影所、配給大映、1953年12月29日公開

### 1954年
- 『風流あじろ笠』 : 監督丸根賛太郎、製作宝塚映画製作所、配給東宝、1954年5月26日公開
- 『関八州勢揃い』 : 監督安田公義、製作・配給新東宝、1954年7月6日公開
- 『投げ唄左門二番手柄 釣天井の佝僂男』 : 監督荒井良平、製作大映京都撮影所、配給大映、1954年7月28日公開
- 『右門捕物帖 まぼろし変化』 : 監督丸根賛太郎、製作宝塚映画製作所、配給東宝、1954年9月6日公開
- 『赤穂義士』 : 監督荒井良平、製作大映京都撮影所、配給大映、1954年9月15日公開
- 『三日月童子 第一篇 剣雲槍ぶすま』 : 監督小沢茂弘、製作東映京都撮影所、配給東映、1954年10月12日公開
- 『三日月童子 第二篇 天馬空を征く』 : 監督小沢茂弘、製作東映京都撮影所、配給東映、1954年10月19日公開
- 『三日月童子 完結篇 万里の魔境』 : 監督小沢茂弘、製作東映京都撮影所、配給東映、1954年10月26日公開
- 『竜虎八天狗 第一部 水虎の巻』 : 監督丸根賛太郎、製作東映京都撮影所、配給東映、1954年11月1日公開
- 『竜虎八天狗 第二部 火龍の巻』 : 監督丸根賛太郎、製作東映京都撮影所、配給東映、1954年11月8日公開
- 『竜虎八天狗 第三部 鳳凰の巻』 : 監督丸根賛太郎、製作東映京都撮影所、配給東映、1954年11月12日公開
- 『竜虎八天狗 完結篇 追撃の巻』 : 監督丸根賛太郎、製作東映京都撮影所、配給東映、1954年11月20日公開
- 『新諸国物語 紅孔雀 第一篇』 : 監督萩原遼、製作東映京都撮影所、配給東映、1954年12月27日公開
- 『怪猫逢魔ケ辻』 : 監督加戸敏、製作大映京都撮影所、配給大映、1954年12月29日公開

### 1955年
- 『忍術児雷也』 : 監督萩原遼・加藤泰、製作・配給新東宝、1955年1月3日公開
- 『新諸国物語 紅孔雀 第二篇 呪いの魔笛』 : 監督萩原遼、製作東映京都撮影所、配給東映、1955年1月3日公開
- 『新諸国物語 紅孔雀 第三篇 月の白骨城』 : 監督萩原遼、製作東映京都撮影所、配給東映、1955年1月9日公開
- 『新諸国物語 紅孔雀 第四篇 剣盲浮寝丸』 : 監督萩原遼、製作東映京都撮影所、配給東映、1955年1月15日公開
- 『新諸国物語 紅孔雀 完結篇 廃墟の秘宝』 : 監督萩原遼、製作東映京都撮影所、配給東映、1955年1月21日公開
- 『地獄谷の花嫁』 : 監督荒井良平、製作大映京都撮影所、配給大映、1955年1月22日公開
- 『逆襲大蛇丸』 : 監督萩原遼・加藤泰、製作・配給新東宝、1955年1月29日公開
- 『春秋あばれ獅子』 : 監督河野寿一、製作東映京都撮影所、配給東映、1955年2月7日公開
- 『舞妓三銃士』 : 監督天野信、製作大映京都撮影所、配給大映、1955年3月4日公開
- 『侍ニッポン 新納鶴千代』 : 監督佐々木康、製作東映京都撮影所、配給東映、 1955年3月13日公開
- 『喧嘩奉行』 : 監督佐々木康、製作東映京都撮影所、配給東映、1955年3月28日公開
- 『御存じ快傑黒頭巾 マグナの瞳』 : 監督佐伯清、製作東映京都撮影所、配給東映、 1955年4月5日公開
- 『天下を狙う美少年』 : 監督荒井良平、製作大映京都撮影所、配給大映、1955年4月8日公開
- 『阿修羅四天王』 : 監督河野寿一、製作東映京都撮影所、配給東映、1955年4月26日公開
- 『水戸黄門漫遊記 第五話 火牛坂の悪鬼』 : 監督伊賀山正徳、製作東映京都撮影所、配給東映、1955年5月10日公開
- 『虎無僧系図』 : 監督河野寿一、製作東映京都撮影所、配給東映、1955年6月28日公開
- 『綱渡り見世物侍』 : 監督加戸敏、製作大映京都撮影所、配給大映、1955年9月6日公開
- 『紅顔の若武者 織田信長』 : 監督河野寿一、製作東映京都撮影所、配給東映、1955年9月20日公開
- 『椿説弓張月 第一篇 筑紫の若武者』 : 監督丸根賛太郎、製作東映京都撮影所、配給東映、1955年9月20日公開
- 『幻術影法師』 : 監督丸根賛太郎、製作東映京都撮影所、配給東映、1955年9月27日公開
- 『幻術影法師 快剣士梵天丸』 : 監督丸根賛太郎、製作東映京都撮影所、配給東映、1955年10月3日公開
- 『弓張月 第二篇 運命の白縫姫』 : 監督丸根賛太郎、製作東映京都撮影所、配給東映、1955年10月9日公開
- 『弓張月 完結篇 南海の覇者』 : 監督丸根賛太郎、製作東映京都撮影所、配給東映、1955年10月17日公開
- 『悪太郎売出す』 : 監督荒井良平、製作大映京都撮影所、配給大映、1955年10月19日公開

### 1956年
- 『羅生門の妖鬼』 : 監督佐伯清、製作東映京都撮影所、配給東映、1956年1月3日公開
- 『忍術左源太』 : 監督深田金之助、製作東映京都撮影所、配給東映、1956年1月8日公開
- 『晴姿一番纏』 : 監督河野寿一、製作東映京都撮影所、配給東映、1956年1月15日公開
- 『名君剣の舞』 : 監督河野寿一、製作東映京都撮影所、配給東映、1956年2月11日公開
- 『水戸黄門漫遊記 怪力類人猿』 : 監督伊賀山正徳、製作東映京都撮影所、配給東映、1956年3月26日公開
- 『忍術武者修業』 : 監督安田公義、製作大映京都撮影所、配給大映、1956年4月11日公開
- 『若い娘』 : 監督岡本愛彦、NHK大阪放送局、テレビ映画、1956年5月3日放映
- 『忍術選手権試合』 : 監督安田公義、製作大映京都撮影所、配給大映、1956年5月25日公開
- 『花の兄弟』 : 監督三隅研次、製作大映京都撮影所、配給大映、1956年6月8日公開
- 『月夜の阿呆鳥』 : 監督安田公義、製作大映京都撮影所、配給大映、1956年6月8日公開
- 『漫才提灯』 : 監督天野信、製作大映京都撮影所、配給大映、1956年6月21日公開
- 『水戸黄門漫遊記 怪猫乱舞』 : 監督伊賀山正徳、製作東映京都撮影所、配給東映、1956年7月12日公開
- 『折鶴七変化』 : 監督安田公義、製作大映京都撮影所、配給大映、1956年8月1日公開
- 『続折鶴七変化』 : 監督安田公義、製作大映京都撮影所、配給大映、1956年8月8日公開
- 『青年安兵衛 紅だすき素浪人』 : 監督河野寿一、製作東映京都撮影所、配給東映、1956年8月8日公開
- 『水戸黄門漫遊記 人喰い狒々』 : 監督伊賀山正徳、製作東映京都撮影所、配給東映、1956年8月15日公開
- 『忍術快男児』 : 監督河野寿一、製作東映東京撮影所、配給東映、1956年9月5日公開
- 『海の百万石』 : 監督内出好吉、製作東映京都撮影所、配給東映、1956年9月11日公開
- 『緑眼童子 神変からくり屋敷』 : 監督内出好吉、製作東映京都撮影所、配給東映、1956年9月18日公開
- 『水戸黄門漫遊記 鳴門の妖鬼』 : 監督伊賀山正徳、製作東映京都撮影所、配給東映、1956年9月26日公開
- 『緑眼童子 解決篇』 : 監督内出好吉、製作東映京都撮影所、配給東映、1956年9月26日公開
- 『勝鬨天魔峠』 : 監督丸根賛太郎、製作・配給新東宝、1956年10月16日公開
- 『運ちゃん物語』 : 監督天野信、製作大映京都撮影所、配給大映、1956年11月14日公開
- 『剣豪相馬武勇伝 檜山大騒動』 : 監督山田達雄、製作・配給新東宝、1956年11月25日公開
- 『魔像』 : 監督深田金之助、製作東映京都撮影所、配給東映、1956年11月28日公開
- 『孫悟空 第一部』 : 監督佐伯清、製作東映京都撮影所、配給東映、1956年11月28日公開
- 『孫悟空 第二部』 : 監督佐伯清、製作東映京都撮影所、配給東映、1956年12月5日公開
- 『神変美女桜』 : 監督内出好吉、製作東映京都撮影所、配給東映、1956年12月11日公開
- 『酔いどれ牡丹 前篇・地獄の使者 後篇・深夜の美女』 : 監督荒井良平、製作京都映画、配給松竹、1956年12月12日公開

### 1957年
- 『信号は赤だ』 : 監督渡辺実、製作大映京都撮影所、配給大映、1957年1月22日公開
- 『恋染め浪人』 : 監督加藤泰、製作東映京都撮影所、配給東映、1957年1月22日公開
- 『若獅子大名』 : 監督伊賀山正光、製作東映京都撮影所、配給東映、1957年1月29日公開
- 『若獅子大名 完結篇』 : 監督伊賀山正光、製作東映京都撮影所、配給東映、1957年2月5日公開
- 『海賊奉行』 : 監督深田金之助、製作東映京都撮影所、配給東映、1957年2月25日公開
- 『狙われた土曜日』 : 監督天野信、製作大映京都撮影所、配給大映、1957年4月16日公開
- 『源氏九郎颯爽記 濡れ髪二刀流』 : 監督加藤泰、製作東映京都撮影所、配給東映、1957年4月16日公開
- 『二十九人の喧嘩状』 : 監督安田公義、製作大映京都撮影所、配給大映、1957年6月4日公開
- 『怪猫夜泣き沼』 : 監督田坂勝彦、製作大映京都撮影所、配給大映、1957年6月18日公開
- 『三日月秘文』 : 監督三隅研次、製作大映京都撮影所、配給大映、1957年7月9日公開
- 『魔の紅蜥蜴』 : 監督深田金之助、製作東映京都撮影所、配給東映、1957年7月23日公開
- 『忍術若衆 天馬小太郎』 : 監督天野信、製作大映京都撮影所、配給大映、1957年10月29日公開
- 『不知火頭巾』 : 監督田坂勝彦、製作大映京都撮影所、配給大映、1957年11月17日公開
- 『はやぶさ奉行』 : 監督深田金之助、製作東映京都撮影所、配給東映、1957年11月17日公開
- 『赤穂義士』 : 監督伊賀山正光、製作東映京都撮影所、配給東映、1957年12月8日公開
- 『忍術御前試合』 : 監督沢島忠、製作東映京都撮影所、配給東映、1957年12月15日公開

### 1958年
- 『千両槍』 : 監督天野信、製作大映京都撮影所、配給大映、1958年1月29日公開
- 『緋ざくら大名』 : 監督加藤泰、製作東映京都撮影所、配給東映、1958年1月29日公開
- 『江戸の名物男 一心太助』 : 監督沢島忠、製作東映京都撮影所、配給東映、1958年2月5日公開
- 『源氏九郎颯爽記 白狐二刀流』 : 監督加藤泰、製作東映京都撮影所、配給東映、1958年3月11日公開
- 『ひばり捕物帖 かんざし小判』 : 監督沢島忠、製作東映京都撮影所、配給東映、1958年4月1日公開
- 『火の玉奉行』 : 監督深田金之助、製作東映京都撮影所、配給東映、1958年5月12日公開
- 『少年三国志 第一部』 : 監督内出好吉、製作東映京都撮影所、配給東映、1958年5月20日公開
- 『浪人八景』 : 監督加藤泰、製作東映京都撮影所、配給東映、1958年5月27日公開
- 『少年三国志 第二部』 : 監督内出好吉、製作東映京都撮影所、配給東映、1958年5月27日公開
- 『怪猫呪いの壁』 : 監督三隅研次、製作大映京都撮影所、配給大映、1958年6月15日公開
- 『若君千両傘』 : 監督沢島忠、製作東映京都撮影所、配給東映、1958年7月30日公開
- 『消えた小判屋敷』 : 監督天野信、製作大映京都撮影所、配給大映、1958年8月19日公開
- 『小天狗霧太郎』 : 監督河野寿一、製作東映京都撮影所、配給東映、1958年8月20日公開
- 『小天狗霧太郎 完結篇』 : 監督河野寿一、製作東映京都撮影所、配給東映、1958年8月27日公開
- 『剣は知っていた 紅顔無双流』 : 監督内出好吉、製作東映京都撮影所、配給東映、1958年9月3日公開
- 『執念の蛇』 : 監督三隅研次、製作大映京都撮影所、配給大映、1958年9月7日公開
- 『神州天馬侠』 : 監督大西秀明、製作東映京都撮影所、配給東映、1958年9月10日公開
- 『神州天馬侠 完結篇』 : 監督大西秀明、製作東映京都撮影所、配給東映、1958年9月23日公開
- 『紫頭巾』 : 監督大西秀明、製作東映京都撮影所、配給東映、1958年10月29日公開
- 『浅間の暴れん坊』 : 監督河野寿一、製作東映京都撮影所、配給東映、1958年12月2日公開
- 『化け猫御用だ』 : 監督田中徳三、製作大映京都撮影所、配給大映、1958年12月21日公開
- 『大映の水戸黄門漫遊記』 : 監督三隅研次、製作大映京都撮影所、配給大映、1958年12月21日公開
- 『唄祭り かんざし纏』 : 監督深田金之助、製作東映京都撮影所、配給東映、1958年12月27日公開

### 1959年
- 『遊太郎巷談』 : 監督田坂勝彦、製作大映京都撮影所、配給大映、1959年1月14日公開
- 『あばれ大名』 : 監督内出好吉、製作東映京都撮影所、配給東映、1959年2月11日公開
- 『たつまき奉行』 : 監督マキノ雅弘、製作東映京都撮影所、配給東映、1959年3月10日公開
- 『あばれ街道』 : 監督小沢茂弘、製作東映京都撮影所、配給東映、1959年3月25日公開
- 『講道館に陽は上る』 : 監督田坂勝彦、製作大映京都撮影所、配給大映、1959年4月8日公開
- 『紅だすき喧嘩状』 : 監督河野寿一、製作東映京都撮影所、配給東映、1959年4月15日公開
- 『紅顏の密使』 : 監督加藤泰、製作東映京都撮影所、配給東映、1959年6月9日公開
- 『怪談一つ目地蔵』 : 監督深田金之助、製作東映京都撮影所、配給東映、1959年7月14日公開
- 『江戸っ子判官とふり袖小僧』 : 監督沢島忠、製作東映京都撮影所、配給東映、1959年7月26日公開
- 『里見八犬伝』 : 監督内出好吉、製作東映京都撮影所、配給東映、1959年8月11日公開
- 『里見八犬伝 妖怪の乱舞』 : 監督内出好吉、製作東映京都撮影所、配給東映、1959年8月19日公開
- 『鳴門の花嫁』 : 監督田坂勝彦、製作大映京都撮影所、配給大映、1959年8月23日公開
- 『里見八犬伝 八剣士の凱歌』 : 監督内出好吉、製作東映京都撮影所、配給東映、1959年8月26日公開
- 『富獄秘帖』 : 監督工藤栄一、製作東映京都撮影所、配給東映、1959年9月2日公開
- 『富獄秘帖 完結篇』 : 監督工藤栄一、製作東映京都撮影所、配給東映、1959年9月8日公開
- 『町奉行日記 鉄火牡丹』 : 監督三隅研次、製作大映京都撮影所、配給大映、1959年9月13日公開
- 『長七郎旅日記 魔の影法師』 : 監督大西秀明、製作東映京都撮影所、配給東映、1959年10月7日公開
- 『長七郎旅日記 はやぶさ天狗』 : 監督大西秀明、製作東映京都撮影所、配給東映、1959年11月24日公開

### 1960年
- 『花桜千両槍』 : 監督河野寿一、製作東映京都撮影所、配給東映、1960年2月3日公開
- 『大江戸の侠児』 : 監督加藤泰、製作東映京都撮影所、配給東映、1960年2月7日公開
- 『次郎長血笑記 秋葉の対決』 : 監督工藤栄一、製作東映京都撮影所、配給第二東映、1960年3月1日公開
- 『次郎長血笑記 殴り込み道中』 : 監督工藤栄一、製作東映京都撮影所、配給第二東映、1960年3月8日公開
- 『照る日くもる日 前篇』 : 監督内出好吉、製作東映京都撮影所、配給東映、1960年4月26日公開
- 『照る日くもる日 後篇』 : 監督内出好吉、製作東映京都撮影所、配給東映、1960年5月3日公開
- 『お嬢さん三度笠』 : 監督安田公義、製作大映京都撮影所、配給大映、1960年5月11日公開
- 『あやめ笠 喧嘩街道』 : 監督加藤泰、製作東映京都撮影所、配給第二東映、1960年5月17日公開
- 『紅蜥蝪』 : 監督田坂勝彦、製作大映京都撮影所、配給大映、1960年6月8日公開
- 『まぼろし大名』 : 監督河野寿一、製作東映京都撮影所、配給第二東映、1960年7月13日公開
- 『喧嘩まつり 江戸っ子野郎と娘たち』 : 監督小野登、製作東映京都撮影所、配給第二東映、1960年7月26日公開
- 『まぼろし大名 完結篇』 : 監督河野寿一、製作東映東京撮影所、配給第二東映、1960年7月31日公開
- 『次郎長血笑記 富士見峠の対決』 : 監督工藤栄一、製作東映京都撮影所、配給第二東映、1960年8月28日公開
- 『次郎長血笑記 殴り込み荒神山』 : 監督工藤栄一、製作東映京都撮影所、配給第二東映、1960年9月13日公開
- 『つばくろ道中』 : 監督河野寿一、製作東映京都撮影所、配給東映、1960年9月18日公開
- 『気まぐれ鴉』 : 監督加戸敏、製作大映京都撮影所、配給大映、1960年9月28日公開
- 『旅の長脇差 伊豆の佐太郎』 : 監督深田金之助、製作東映京都撮影所、配給第二東映、1960年10月9日公開
- 『中乗り新三 天竜鴉』 : 監督山田達雄、製作松竹京都撮影所、配給松竹、1960年10月19日公開
- 『妖花伝』 : 監督加戸敏、製作大映京都撮影所、配給大映、1960年12月21日公開
- 『水戸黄門 天下の大騒動』 : 監督深田金之助、製作東映京都撮影所、配給第二東映、1960年12月27日公開
- 『忍術真田城』 : 監督小野登、製作東映京都撮影所、配給第二東映、1960年12月27日公開

### 1961年
- 『お役者変化捕物帖 弁天屋敷』 : 監督河野寿一、製作東映京都撮影所、配給第二東映、1961年1月3日公開
- 『朝霧街道』 : 監督加藤泰、製作東映京都撮影所、配給第二東映、1961年2月2日公開
- 『忍術大阪城』 : 監督小野登、製作東映京都撮影所、配給第二東映、1961年2月8日公開
- 『刺客屋敷』 : 監督天野信、製作大映京都撮影所、配給大映、1961年2月22日公開
- 『木曽ぶし三度笠』 : 監督加戸敏、製作大映京都撮影所、配給大映、1961年3月1日公開
- 『又四郎行状記 神変美女蝙蝠』 : 監督河野寿一、製作東映京都撮影所、配給東映、1961年4月5日公開
- 『さいころ奉行』 : 監督内出好吉、製作東映京都撮影所、配給東映、1961年4月18日公開
- 『怪人まだら頭巾』 : 監督小野登、製作東映京都撮影所、配給ニュー東映、1961年4月21日公開
- 『怪人まだら頭巾 紅ぐも地獄』 : 監督小野登、製作東映京都撮影所、配給ニュー東映、1961年5月3日公開
- 『お役者変化捕物帖 血どくろ屋敷』 : 監督河野寿一、製作東映京都撮影所、配給ニュー東映、1961年5月10日公開
- 『橋蔵の若様やくざ』 : 監督河野寿一、製作東映京都撮影所、配給東映、1961年6月11日公開
- 『怪談お岩の亡霊』 : 監督加藤泰、製作東映京都撮影所、配給東映、1961年7月2日公開
- 『お馬は七十七万石』 : 監督田坂勝彦、製作大映京都撮影所、配給大映、1961年8月8日公開
- 『出世武士道』 : 監督河野寿一、製作東映京都撮影所、配給東映、1961年9月6日公開
- 『色の道教えます 夢三夜』 : 監督加戸敏、製作大映京都撮影所、配給大映、1961年10月11日公開
- 『いれずみ乳房』 : 監督田坂勝彦、製作大映京都撮影所、配給大映、1961年10月25日公開

### 1962年
- 『源氏九郎颯爽記 秘剣揚羽の蝶』 : 監督伊藤大輔、製作東映京都撮影所、配給東映、1962年3月7日公開
- 『あべこべ道中』 : 監督河野寿一、製作東映京都撮影所、配給東映、1962年5月9日公開
- 『ソーラン渡り鳥』 : 監督加戸敏、製作大映京都撮影所、配給大映、1962年5月27日公開
- 『のこされた子とのこした母と』 : 監督西山正輝、製作大映京都撮影所、配給大映、1962年5月27日公開
- 『雨の九段坂』 : 監督安田公義、製作大映京都撮影所、配給大映、1962年5月30日公開
- 『怪談夜泣き燈籠』 : 監督田坂勝彦、製作大映京都撮影所、配給大映、1962年6月24日公開
- 『まぼろし天狗』 : 監督中川信夫、製作東映京都撮影所、配給東映、1962年8月12日公開
- 『殺陣師段平』 : 監督瑞穂春海、製作大映京都撮影所、配給大映、1962年9月30日公開
- 『地獄の影法師』 : 監督倉田準二、製作東映京都撮影所、配給東映、1962年11月11日公開
- 『江戸っ子長屋』 : 監督大西秀明、製作東映京都撮影所、配給東映、1962年12月1日公開
- 『唄祭り赤城山』 : 監督深田金之助、製作東映京都撮影所、配給東映、1962年12月9日公開

### 1963年 - 1965年
- 『怪談鬼火の沼』 : 監督加戸敏、製作大映京都撮影所、配給大映、1963年6月23日公開
- 『高杉晋作』 : 監督萩原遼・門木隆明、松竹・朝日放送、連続テレビ映画、1963年11月3日 - 1964年8月30日放映
- 『初代桂春団治』 : 監督前田達郎、NHK大阪放送局、連続テレビ映画、1964年1月9日 - 同年1月23日放映
- 『忍び大名』 : 監督佐々木康、製作東映京都撮影所、配給東映、1964年1月25日公開
- 『日本名勝負物語 講道館の鷲』 : 監督瑞穂春海、製作大映京都撮影所、配給大映、1964年2月1日公開
- 『車夫遊侠伝 喧嘩辰』 : 監督加藤泰、製作東映京都撮影所、配給東映、1964年4月5日公開
- 『これからのセックス 三つの性』 : 監督瑞穂春海、製作大映京都撮影所、配給大映、1964年10月3日公開
- 『連続テレビ映画 水戸黄門』 : 監督松田定次・加戸敏・松村昌浩、東伸テレビ映画/松竹・東京放送、連続テレビ映画、1964年11月2日 - 1965年12月27日放映
- 『豆菊はんと雛菊はん』 : 監督前田達郎、NHK大阪放送局、テレビ映画、1965年1月3日放映
- 『長流』 : 監督酒匠辰雄、読売テレビ、連続テレビ映画、1965年10月4日 - 1966年9月30日放映
- 『新・鞍馬天狗 五条坂の決闘』 : 監督黒田義之、製作大映京都撮影所、配給大映、1965年11月27日公開

## ディスコグラフィ
日本音楽著作権協会データベースによる作品を中心としたおもな楽曲の一覧である。特筆以外は「作曲」である。
- 『河内長野市市民歌』 : 作詞安西冬衛、作曲野口源次郎、1955年8月1日制定 - 編曲
- 『「ひばり捕物帖かんざし小判」の歌』、作詞沢島忠、歌唱美空ひばり、1958年4月1日発表
- 『天下御免の江戸の華』、作詞深田金之助、歌唱美空ひばり、1958年12月27日発表
- 『「紅だすき喧嘩状」の歌』、作詞河野寿一、歌唱美空ひばり、1959年4月15日発表
- 『遠山の金さん』、作詞沢島忠、歌唱美空ひばり、1959年7月26日発表
- 『南国一夜の恋』、作詞沢島忠、歌唱美空ひばり、1959年7月26日発表
- 『夫婦善哉』、作詞秋田実、歌唱ミヤコ蝶々
- 『小さな嘆き』、作詞宮田滋子、歌唱菊池洋子
- 『人魚のファンタジア』、作詞喜志邦三、歌唱和田京子
- 『あきかぜに』、作詞サトウハチロー、歌唱伊藤京子
- 『それでもちょっびりさみしい春だ』、作詞サトウハチロー、歌唱楠トシエ
- 『恋の折鶴』、作詞鏡二郎、歌唱嵯峨美智子、テイチクレコード、1954年1月発売
- 『白いダリヤ』、作詞喜志邦三、歌唱樋本栄、テイチクレコード
- 『ラジオマンガ デンスケ 上』、作詞赤井幸輔、歌唱坂上都一、タイヘイレコード
- 『ラジオマンガ デンスケ 下』、作詞赤井幸輔、歌唱坂上都一、タイヘイレコード
- 『あやべ小唄』、作詞長岡誠、編曲杵屋勝矢、歌唱三ツ矢・千代菊・秀香、タイヘイレコード
- 『わたしとあなたと』、作詞安西冬衛、歌唱ペギー葉山
- 『白い花のたもとで』、作詞安西冬衛、歌唱ペギー葉山
- 『雨よぬらすな』、作詞サトウハチロー
- 『白いベンチに』、作詞喜志邦三
- 『早春のペーブメント』、作詞江間章子
- 『てのひらの思い出』、作詞宮沢章二、歌唱ペギー葉山
- 『遠いおもいで』、作詞鈴木松子、歌唱宮城まり子
- 『鉄鋼短期大学』（現在の『産業技術短期大学校歌』） : 作詞竹中郁[6]
- 『日和佐高等学校校歌』、作詞京都伸夫、1956年5月20日制定
- 『立命館大学エール』、作詞尾崎久夫
- 『立命館大学応援歌』、作詞白井道造
- 『京都市立嵐山小学校校歌』、作詞藤田穣、1938年10月制定
- 『摂陵高等学校校歌』（現在の『早稲田摂陵高等学校校歌』）、作詞藤本浩一、1974年制定[7]
- 『日本スピンドルの歌』、作詞竹中郁
- 『小童小学校校歌』、作詞近藤一彦、1979年制定
- 『四国中央市立三島小学校校歌』、作詞藤本浩一
- 『静岡県立新居高等学校校歌』、作詞丸山薫
- 『稲野小学校校歌』、作詞裏巽久信
- 『豊中市立第三中学校校歌』、作詞国語科職員、1950年制定
- 『大阪市立清水丘小学校校歌』、作詞長沖一
- 『大阪市立菅南中学校校歌』、作詞　藤本浩一
- 『京都市立洛東中学校』、作詞平井乙磨、1968年9月制定